# Vicent Sos Baynat
Vicent Sos Baynat (Castelló de la Plana, 6 de desembre de 1895 - 5 de setembre de 1992) va ser un geòleg valencià.

## Biografia
Fill de Vicente Sos Ferrando i Maria Baynat Sorribes va fer els seus estudis primaris a Castelló de la Plana, al col·legi del senyor Carlos Selma, a qui sempre va considerar com a model. Va estudiar el batxillerat a l'Institut de Castelló, tenint com a professors a Francisco Doménech Carbó i Antimo Boscà Seytre, els quals van despertar la seua vocació per les ciències naturals. Amb els seus dos oncles, Gaspar Sos i José Baynat, es va introduir en l'estudi de les llengües clàssiques i en general en les humanitats. A tots ells, i principalment a son pare, que posseïa una formació enciclopèdica i que el va educar inculcant-li el seu optimisme, idealisme, vocació i dedicació al treball, deu el seu tarannà d'humanista i, alhora, de científic.
Va cursar la carrera de Ciències Naturals a la Universitat de Madrid. Va aprofundir en l'estudi del medi ambient local (Serra de Guadarrama, el Tajo i el Jarama). També hi va conèixer el geòleg Eduardo Hernández Pacheco. Va obtenir la llicenciatura l'any 1919 i es va doctorar l'any 1924.
El 1922 va ingressar en el Museu Nacional de Ciències Naturals de Madrid i dos anys després era professor de geologia d'aquest museu. A més, va ser professor de Ciències en l'Instituto Escuela i de la Institución Libre de Enseñanza. L'any 1933 va guanyar la càtedra d'Història Natural de l'Institut Quevedo.
L'any 1935 era catedràtic per oposició a l'Institut de Castelló. L'any següent, es va traslladar als instituts Lluís Vives i Blasco Ibáñez de València. L'any 1937 va tornar com a director a l'institut de Castelló.
El 2 de gener de 1936 va contraure matrimoni amb Mercedes Paradinas Pérez del Pulgar i també a Castelló van nàixer els seus fills Alejandro i Mercedes.
L'any 1937 va formar part de la delegació espanyola en el Congrés Geològic Internacional celebrat a Rússia, on va presentar un treball sobre la geologia de la província de Castelló. En acabar la Guerra Civil espanyola, els components de la delegació van ser depurats i desposseïts dels seus càrrecs. Amb penes i treballs va poder continuar la seua formació a França, Anglaterra i a la Universitat de Cincinnati, als Estats Units, on va especialitzar-se en petrografia.
Va prendre part en tots els treballs d'investigació del laboratori de geologia del Museu Nacional de Ciències, i a principis de l'any 1950 va començar a treballar a Extremadura, on va dirigir, en qualitat de geòleg, diverses mines de cassiterita i wolframita. Les mostres que hi va recollir, producte dels seus estudis, constitueixen els fons de l'actual Museu de Geologia d'Extremadura, el qual disposa de més de 10.000 exemplars.
L'any 1967 se li va permetre reingressar com a catedràtic d'Institut, amb la condició que es retirara immediatament sense dret a jubilació. Va iniciar un plet fins que el Tribunal Suprem es va pronunciar a favor seu, permetent-li tornar a l'ensenyament durant tres anys i amb dret a jubilació.
Va publicar nombroses monografies i estudis sobre Villuercas, Montánchez, Sierra de San Cristóbal, i en especial la seua mineralogia. Entre els seus estudis sempre ha estat present la geologia de Castelló.

## Reconeixements
La tasca de Sos Baynat ha estat àmpliament reconeguda. Així, l'any 1965 va obtenir el premi nacional atorgat per la Reial Acadèmia de Ciències Exactes, Físiques i Naturals de Madrid pel seu treball Geología y mineralogía de la Sierra de San Cristóbal de Logrosán de Cáceres.
Soci d'Honor de la Societat Espanyola d'Història Natural, de la Societat Espanyola de Geologia, de la Institució Catalana d'Història Natural, va ser president de la Societat Espanyola de Mineralogia.
L'any 1983 va ser nomenat acadèmic de la Reial Acadèmia de Ciències i Arts de Barcelona. Aquest mateix any va ser vicepresident del I Congrés Espanyol de Geologia.
L'any 1984 se li va concedir la Medalla de Plata de l'Ateneu de Castelló de la Plana i se li va donar el seu nom a un institut de batxillerat de la ciutat.
L'any 1985 se li va concedir la Medalla de Plata de la Ciutat de Castelló de la Plana.
L'any 1988, l'IGME i l'Escola d'Enginyers de Mines de Madrid li van retre un homenatge en reconeixement del seu treball i personalitat científica. En aquest mateix any, se li va atorgar el Trofeu Ciutat de Mèrida.
L'any 1989 va ser nomenat Fill Predilecte de la Ciutat de Castelló.
El 1990 va ser declarat Valencià de l'Any.
L'any 1991 s'inaugurà el Museu de Geologia d'Extremadura, que porta el seu nom, creat per ell, i va ser nomenat Fill Adoptiu de Mèrida, alhora que se li concedí la Medalla d'Or d'Extremadura.
El 18 de maig de 1992 va ser nomenat Doctor Honoris Causa per la Universitat Jaume I de Castelló.

## Obres
- La paleontología y el origen del hombre
- El nuevo mapa geológico de España
- La tectónica de Cataluña
- Geología del Estrecho de Gibraltar
- Las tierras rojas mediterráneas
- Los Pirineos vasco-españoles
- Aportaciones a la Geología de la provincia de Castellón
- El Triásico en la Sierra de Espadán y El Eoceno Continental de Vallibona
- Excursión geológica al Desierto de las Palmas
- Sobre Geología de Peñagolosa
- El cretácico de Vallibona'
- Tratado de Paleontología general y práctica
- La Geología de la Sierra de Villuercas
- El Mapa Geológico de Cañaberal
- La Geología de las casiteritas de Extremadura
- Los yacimientos de Wolframita de la Sierra de Montánchez
- Geología, mineralogía y mineralogenia de la Sierra de San Cristóbal, Logrosán (Cáceres). Real Academia de Ciencias Exactas, Físicas y Naturales de Madrid, 1967. BNE Signatura 12/372806.
- Morfoestructura de las costas de Castellón
- Los terrenos paleozóicos, triásicos y cretácicos de Moró-Villafamés
- Los terrenos del valle de Borriol, Pobla Tornesa y Bartolo
- Introducción a la mineralogía de Castellón
- La Plana de Castellón como glacis relicto
- El cretácico entre el barranco Carbó y Peñagolosa
- Los yacimientos fosilíferos del cuaternario de Castellón
- La Geología de la provincia de Castellón
- Bibliografía Geológica de Castellón